# 귄터 아이히

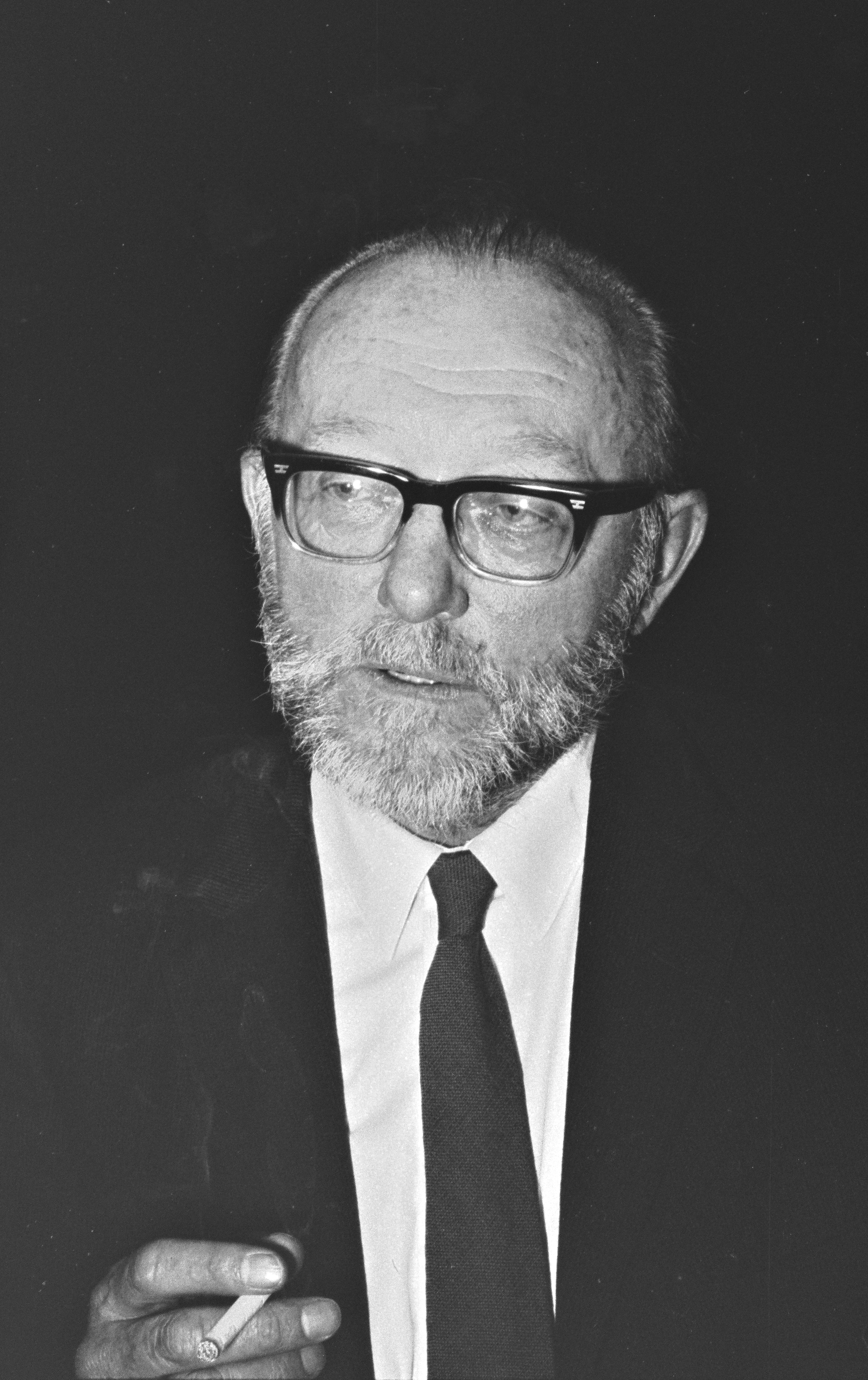

귄터 아이히(Günter Eich, 1907년 2월 1일 ~ 1972년 12월 20일)는 독일 서정시인·소설가·방송극작가이다. 베를린·라이프니치 등에서 법학과 동양학을 연구하고 대전 후 ‘47년 그룹’에 가입, 중진으로 활약. 전쟁체험을 깊이 되새겨 쓴 <변지(邊地)의 농가>(1948)와 은은하고 낮은 목소리로 신변의 사물을 찬미하고 그 속에 묻혀 있는 인간존재의 불안을 묘사한 <비의 소식>(1955)은 그의 대표적 시집이며 주목받은 작가가 되는 터전이었다.
꿈 속에서 현대인의 불안을 여러 각도에서 접근하여 묘사한 <꿈>(1953)과 불가사의한 소리를 주제로 한 <소리>(1958)는 통속적 의미의 방송극 차원을 넘어서서 방송극의 독보적 위치를 굳혔다. 규수(閨秀) 작가이며 카프카풍의 주옥 같은 단편 <포박당한 사나이>(1953)의 작가인 아이힝거(1921- )의 부군이다.